# Liste der Kulturdenkmäler in Ludwigshafen-Nördliche Innenstadt
In der Liste der Kulturdenkmäler in Ludwigshafen-Nördliche Innenstadt sind alle Kulturdenkmäler des Ortsbezirks Nördliche Innenstadt der rheinland-pfälzischen Stadt Ludwigshafen am Rhein aufgeführt. Grundlage ist die Denkmalliste des Landes Rheinland-Pfalz (Stand: 18. November 2024).

## Denkmalzonen
| Bezeichnung                          | Lage | Baujahr                               | Beschreibung | Bild                           |
| ------------------------------------ | --- | ------------------------------------- | --- | ------------------------------ |
| Denkmalzone 4. Gartenweg             | 4. Gartenweg 4–14 und 7–15, Wöhlerstraße 19, Anilinstraße 14 Lage | 1902–07                               | villenartige von Gärten umgebene Doppelwohnhäuser für Beamte und Direktoren der BASF, sandsteingegliederte Backsteinbauten, 1902–07, Architekt Paul Eugen Haueisen; Gartenweg 9 1920/21 | Fotos hochladen                |
| Denkmalzone BASF-Wohnkolonie Hemshof | Anilinstraße 29–53 (ungerade Nummern), Bürgerstraße 2–14 (gerade Nummern), Liebigstraße 30–54 (gerade Nummern), 29–53 (ungerade Nummern), Sodastraße 29–53 (ungerade Nummern), 30–54 (gerade Nummern), 1. Gartenweg 31-53 (ungerade Nummern), 38–50 (gerade Nummern), 2. Gartenweg 30–54 (gerade Nummern), 29–53 (ungerade Nummern), 3. Gartenweg 29–53 (ungerade Nummern), 30–54 (gerade Nummern) Lage | um 1872–1911                          | Wohnsiedlung für Arbeiter der BASF, von dieser ersten Siedlung Ludwigshafens erhalten sind 66 Einzelgebäude, eingeschossige, sandsteingegliederte Backsteinbauten mit ausgebauten Satteldächern, sogenannte Kreuzhäuser in Gartenparzellen, zweigeschossige Aufseherhäuser, ab 1895 mit Giebelrisaliten, ab 1911 eingeschossige Heimatstilbauten mit Walm- oder Mansardwalmdächern, um 1872–1911, Architekt Paul Eugen Haueisen; bauliche Gesantablage | weitere Bilder Fotos hochladen |
| Denkmalzone Frankenthaler Straße     | Frankenthaler Straße 180–186 Lage | Anfang des 20. Jahrhunderts           | Zeile von ein- bis viergeschossigen spätgründerzeitlichen Wohnhäusern mit Vorgärten und deren schmiedeeisernen Einfassungen, sandsteingegliederte Backsteinbauten, Anfang des 20. Jahrhunderts | Fotos hochladen                |
| Denkmalzone Gräfenaustraße           | Gräfenaustraße 31–37 (ungerade Nummern) Lage | ab 1899                               | Zeile aus dreigeschossigen Wohn- und Geschäftshäusern, sandsteingegliederte Klinkerbauten, Gründerzeit und Jugendstil, (Nr. 31 1899, Nr. 33 1903 und Nr. 35 1903, beide von Architekten Wiedemann & Schneekloth, Nr. 37 1910) | weitere Bilder Fotos hochladen |
| Denkmalzone Hartmannstraße           | Hartmannstraße 40–46a und 48–53, Marienstraße 18–24 und 26 Lage | 1894–1906                             | gründerzeitliche Zeilenwohnhäuser bei der Einmündung der Marienstraße in die Hartmannstraße, sandsteingegliederte Klinkerbauten (heute teilweise verputzt), 1894–1906 | BW                             |
| Denkmalzone Hauptfriedhof            | Stadtteil West, Bliesstraße 10 Lage | 1854                                  | älterer Teil des 1854 angelegten, mehrfach erweiterten Friedhofs, teilweise mit originaler Umfassungsmauer einschließlich des im Südosten anschließenden jüdischen Friedhofs; zahlreiche qualitätvolle Grabmäler, spätes 19. und erstes Viertel des 20. Jahrhunderts | weitere Bilder Fotos hochladen |
| Denkmalzone Jakob-Binder-Straße      | Hartmannstraße 2–10 und 9–13, Jakob-Binder-Straße 8, 10, 16 und 5–11, Europaplatz 1 (Ostflügel) Lage | um 1900                               | Zeilenbebauung der Ecke Hartmannstraße/Jakob-Binder-Straße aus viergeschossigen Wohn- und Geschäftshäusern, gründerzeitliche Klinkerbauten, 1898–1908, Architekten Wiedemann & Schneekloth (außer Jakob-Binder-Straße 5, 7), dokumentiert den groß angelegten Wohnungsbau in Ludwigshafen um 1900 | weitere Bilder Fotos hochladen |
| Denkmalzone Kußmaulstraße            | Kußmaulstraße 1–7, Sauerbruchstraße 2–10, Bessemerstraße 4 und 6, Schanzstraße 93 Lage | 1911                                  | Wohnkomplex um einen Innenhof von der Baugenossenschaft für das bayerische Verkehrspersonal, zwei- und dreigeschossige Putzbauten mit Walm- und Mansarddächern, neubarocke Motive, 1911 | Fotos hochladen                |
| Denkmalzone Lenaublock               | Leuschnerstraße 12–16, Lenaustraße 2–12, Rollestraße 15 und 17, 1. Gartenweg 26–36 Lage | 1912                                  | Wohnsiedlung für Arbeiter der BASF, vier zwei- bis dreigeschossige Baublöcke um einen Innenhof, Putzbauten, neubarocke und Heimatstil-Motive, 1912, Architekt Eugen Haueisen | weitere Bilder Fotos hochladen |
| Denkmalzone Leuschnerstraße 20–28    | Leuschnerstraße 20/22 und 24/26/28 Lage | 1912                                  | Werkwohnungsbauten der BASF, dreigeschossige werksteingegliederte Putzbauten mit Walmdächern und Vorgärten, 1912, Architekt Eugen Haueisen | Fotos hochladen                |
| Denkmalzone Leuschnerstraße 30–40    | Leuschnerstraße 30–40 Lage | 1920/21                               | Wohnanlage für Beamte der BASF, zwei langgestreckte dreigeschossige Baublöcke hinter Vorgärten, historisierende sandsteingegliederte Walmdachbauten, 1920/21, Baumeister Strang | Fotos hochladen                |
| Denkmalzone Limburgstraße            | Limburgstraße 3–15 und 10–12a, Europaplatz 1 (Westflügel) Lage | um 1900                               | Zeile drei- bzw. viergeschossiger historisierender Wohnbauten in Backstein mit Sandsteingliederungen, um 1900 (Nr. 13 nach Kriegszerstörung wiederaufgebaut); Nr. 10 ff.: Zeile von Klinkerbauten mit Mansarddächern, Nr. 12: 1903, Architekt Heinrich Schmidt; Nr. 12a: 1904, Architekt J. Hahn | weitere Bilder Fotos hochladen |
| Denkmalzone Rohrlachstraße           | Rohrlachstraße 40–46 Lage | um 1900                               | Zeile viergeschossiger historisierender Wohn- und Geschäftshäuser, vorwiegend in Klinkerbauweise mit Sandsteingliederung, um 1900 | Fotos hochladen                |
| Denkmalzone Sauerbruchstraße         | Sauerbruchstraße 1–7, Robert-Koch-Straße 2–8, Kußmaulstraße 9, Bessemerstraße 8 Lage | 1910er Jahre                          | Wohnkomplex für die Reichsbahn-Baugenossenschaft des bayerischen Verkehrspersonals nach Plänen von Ludwig Grimm errichtet, um einen rechteckigen Innenhof angeordnete Baublöcke, zwei bzw. dreigeschossige Putzbauten mit schlichter Hausteingliederung unter Walmdächern, Torbögen zum Hofinneren | weitere Bilder Fotos hochladen |
| Denkmalzone Seilerstraße             | Seilerstraße 16–30, Rohrlachstraße 53 Lage | erstes Jahrzehnt des 20. Jahrhunderts | zu beiden Seiten der Seilerstraße und an ihrer Einmündung in die Rohrlachstraße gelegene Blockrandbebauung aus drei- und viergeschossigen spätgründerzeitlichen Wohn- und Geschäftshäusern überwiegend Klinkerbauten mit Sandsteingliederung, erstes Jahrzehnt des 20. Jahrhunderts | Fotos hochladen                |
| Denkmalzone Welserstraße             | Welserstraße 18–24 Lage | 1907–1909                             | dreigeschossige Häuserzeile im Heimatstil, 1907–1909, Nr. 18 und 20 Architekt Johann Orth, Nr. 22 und 24 Architekt Philipp Scherb | Fotos hochladen                |

## Einzeldenkmäler
| Bezeichnung                                             | Lage | Baujahr                              | Beschreibung | Bild                           |
| ------------------------------------------------------- | --- | ------------------------------------ | --- | ------------------------------ |
| Wohn- und Geschäftshaus                                 | Blücherstraße 13 Lage | 1902                                 | viergeschossiges Eckwohn- und Geschäftshaus, hausteingegliederter Gründerzeitbau mit Walmdach, 1902, Architekt Georg Seitz | BW                             |
| Wohnhaus                                                | Blücherstraße 25 Lage | 1899                                 | viergeschossiges Wohnhaus, sandsteingegliederter Backsteinbau mit Mansarddach, Neurenaissancemotive, 1899 | BW                             |
| Wohnhaus                                                | Blücherstraße 44 Lage | um 1925                              | dreigeschossiges Wohnhaus, expressionistische Motive, analog zum 1925 errichteten Postamt (Rohrlachstraße 55) | Fotos hochladen                |
| Wohnhaus                                                | Bürgermeister-Grünzweig-Straße 50 Lage | 1908                                 | anspruchsvolles Jugendstil-Zeilenwohnhaus, 1908 | Fotos hochladen                |
| Wohn- und Geschäftshaus                                 | Bürgermeister-Grünzweig-Straße 63/65 Lage | 1911                                 | großvolumiges Zeilenwohn- und Geschäftshaus, viergeschossiger sandsteingegliederter Putzbau, historisierende und Jugendstilmotive, 1911, Architekt Otto Schittenhelm | Fotos hochladen                |
| Hauptlaboratorium der Badischen Anilin- & Soda-Fabrik   | Carl-Bosch-Straße, Bau C 13 Lage | 1887/88                              | langgestreckter gründerzeitlicher Backsteinbau mit Walmdach, 1887/88, Architekt Paul Eugen Haueisen; stadtbildprägend | Fotos hochladen                |
| Hauptverwaltungsbau der Badischen Anilin- & Soda-Fabrik | Carl-Bosch-Straße 38 Lage | um 1887/88                           | herrschaftlicher gründerzeitlicher Backsteinbau mit Mansarddach, um 1887/88, Architekt Paul Eugen Haueisen | Fotos hochladen                |
| Stadthaus Nord                                          | Europaplatz 1 Lage | 1913                                 | viergeschossiger schlossartiger neuklassizistischer Dreiflügelbau mit Walmdächern, 1913, Entwurf des Stadtbauamtes, Leitung Ernst May | weitere Bilder Fotos hochladen |
| Wohnhaus                                                | Falkenstraße 7 Lage | 1906                                 | dreigeschossiges Zeilenwohnhaus, sandsteingegliederter Putzbau in Kratztechnik, historisierende Jugendstilmotive, 1906, Architekt J. Buchenberger | Fotos hochladen                |
| Wohnhaus                                                | Frankenthaler Straße 74 Lage | 1902                                 | viergeschossiges gotisierendes Zeilenwohnhaus mit Torfahrt, sandsteingegliederter Backsteinbau, 1902, Architekt J. Hahn | Fotos hochladen                |
| Wohn- und Geschäftshaus                                 | Frankenthaler Straße 78 Lage | 1903                                 | viergeschossiges historisierendes Zeilenwohn- und Geschäftshaus mit Torfahrt, sandsteingegliederter Backsteinbau, 1903, Architekt Johann Orth | Fotos hochladen                |
| Wohnhaus                                                | Gartenstraße 5 Lage | 1895                                 | sandsteingegliederter Backsteinbau, Neurenaissancemotive, 1895, Architekten Gebrüder Hoffmann; durch Brücke verbunden mit Nr. 7 | Fotos hochladen                |
| Wohnhaus                                                | Gartenstraße 7 Lage | 1895                                 | sandsteingegliederter Backsteinbau, Neurenaissancemotive, 1895, Architekten Gebrüder Hoffmann; durch Brücke verbunden mit Nr. 5 | Fotos hochladen                |
| Wohnhaus                                                | Gartenstraße 11 Lage | 1899                                 | viergeschossiges gründerzeitliches Zeilenwohnhaus, anspruchsvoller hausteingegliederter Backsteinbau, bezeichnet 1899 | Fotos hochladen                |
| Wohnhaus                                                | Gartenstraße 13 Lage | 1898                                 | Zeilenwohnhaus; dreigeschossiger, sandsteingegliederter Backsteinbau, 1898, Architekten Wiedemann & Schneekloth und Ph. Walter | Fotos hochladen                |
| Wohnhaus                                                | Gartenstraße 15 Lage | 1898                                 | Zeilenwohnhaus; dreigeschossiger, sandsteingegliederter Backsteinbau, 1898, Architekten Wiedemann & Schneekloth und Ph. Walter | Fotos hochladen                |
| Wohn- und Geschäftshaus                                 | Goerdelerplatz 13 Lage | 1905                                 | Zeilenwohn- und Geschäftshaus, viergeschossiger Mansarddachbau, jugendstilig verfremdete historistische Motive, 1905; straßenbildprägend | Fotos hochladen                |
| Katholische Dreifaltigkeitskirche                       | Goethestraße 4 Lage | 1899–1901                            | dreischiffige neugotische Hallenkirche, Sandsteinquaderbau, 1899–1901, Architekt Wilhelm Schulte I., Neustadt; nach Kriegszerstörung Wiederaufbau 1952/53, Diözesanbaurat Wilhelm Schulte II., Speyer, und Architekt Hebgen, Farbverglasung 1953, Franz Mayersche Hofkunstanstalt München | weitere Bilder Fotos hochladen |
| Wohnblock                                               | Goethestraße 10–14 (gerade Nummern), Rollesstraße 1 und 3 Lage | 1927/28                              | hakenförmige Wohnanlage, viergeschossige kubische Zeilenbauten, erhöhter Eckturm, 1927/28, Architekt Rudolf von Perignon, München | Fotos hochladen                |
| Wohn- und Geschäftshaus                                 | Goethestraße 13 Lage | um 1900                              | Wohn- und Geschäftshaus; sandsteingegliederte Klinkerbauten, gotisierende Jugendstilmotive, um 1900, Architekt Johann Orth | Fotos hochladen                |
| Wohn- und Geschäftshaus                                 | Goethestraße 15 Lage | um 1900                              | Wohn- und Geschäftshaus; sandsteingegliederte Klinkerbauten, gotisierende Jugendstilmotive, um 1900, Architekt Johann Orth | Fotos hochladen                |
| Wohn- und Geschäftshaus                                 | Goethestraße 15a Lage | um 1900                              | Wohn- und Geschäftshaus; sandsteingegliederte Klinkerbauten, gotisierende Jugendstilmotive, um 1900, Architekt Johann Orth | Fotos hochladen                |
| Wohnhaus                                                | Goethestraße 18 Lage | 1906                                 | aufwändiges dreigeschossiges Zeilenwohnhaus mit Mansarddach, gotisierende Jugendstilmotive, 1906, Architekt A. Wieland | Fotos hochladen                |
| Wohnhaus                                                | Goethestraße 29 Lage | 1902                                 | viergeschossiges spätgründerzeitliches Zeilenwohnhaus, sandsteingegliederter Klinkerbau, 1902, Architekten Wiedemann & Schneekloth | Fotos hochladen                |
| Wohnhaus                                                | Goethestraße 30 Lage | 1902                                 | dreigeschossiges historisierendes Zeilenwohnhaus, sandsteingegliederter Backsteinbau mit Mansarddach, 1902, Architekten Wiedemann & Schneekloth | Fotos hochladen                |
| Wohnhäuser                                              | Goethestraße 31 und Sauerbruchstraße 26 Lage | um 1905                              | viergeschossige späthistoristische Zeilenwohnhäuser, Jugendstilmotive; Sauerbruchstraße 26: 1905, Architekten Wiedemann & Schneekloth | Fotos hochladen                |
| Wohnhaus                                                | Gräfenaustraße 20 Lage | Ende des 19. Jahrhunderts            | viergeschossiges Zeilenwohnhaus, sandsteingegliederte, klinkerverblendete Neurenaissance-Fassade, Ende des 19. Jahrhunderts | weitere Bilder Fotos hochladen |
| Wohnhaus                                                | Gräfenaustraße 37 Lage | 1910                                 | dreigeschossiges Zeilenwohnhaus, sandsteingegliederter Backsteinbau mit Mansarddach, klassizistische Jugendstilmotive, 1910, Architekt Philipp Scherb | weitere Bilder Fotos hochladen |
| Wohnhaus                                                | Gräfenaustraße 49 Lage | 1899                                 | viergeschossiges spätgründerzeitliches Zeilenwohnhaus, Klinkerbau, 1899, Gaubenzeile 1927; straßen- und platzbildprägend | weitere Bilder Fotos hochladen |
| Wohn- und Geschäftshaus                                 | Hartmannstraße 9 Lage | 1901                                 | viergeschossiges Zeilenwohn- und Geschäftshaus, sandsteingegliederter Klinkerbau mit Mansarddach, Neurenaissancemotive, 1901, Architekten Wiedemann & Schneekloth | weitere Bilder Fotos hochladen |
| Wohn- und Geschäftshaus                                 | Hartmannstraße 10 Lage | 1900                                 | viergeschossiges Eckwohn- und Geschäftshaus, historistischer Sandsteinquaderbau mit Mansarddach, 1900, Architekten Wiedemann & Schneekloth | weitere Bilder Fotos hochladen |
| Wohn- und Geschäftshaus                                 | Hartmannstraße 11 Lage | 1898                                 | viergeschossiges spätgründerzeitliches Eckwohn- und Geschäftshaus, Backsteinbau, 1898, Architekten Wiedemann & Schneekloth | weitere Bilder Fotos hochladen |
| Wohn- und Geschäftshaus                                 | Hartmannstraße 13 Lage | 1910                                 | viergeschossiges Eckwohn- und Geschäftshaus, sandsteingegliederter Backsteinbau mit Mansarddach, Jugendstil, 1910, Architekt Philipp Scherb | weitere Bilder Fotos hochladen |
| Wohnhaus                                                | Hartmannstraße 17 Lage | 1895                                 | großbürgerliches viergeschossiges Zeilenwohnhaus, neubarocker sandsteingegliederter Klinkerbau, 1895, Architekt Michael Kraus II | weitere Bilder Fotos hochladen |
| Wohnhaus                                                | Hartmannstraße 18 Lage | 1902                                 | viergeschossiges gründerzeitliches Zeilenwohnhaus, Klinkerbau, 1902, Architekt Georg Seitz | weitere Bilder Fotos hochladen |
| Wohnhaus                                                | Hartmannstraße 19 Lage | 1895                                 | viergeschossiges späthistoristisches Zeilenwohnhaus, sandsteingegliederter Backsteinbau, 1895, Architekt Michael Kraus II | weitere Bilder Fotos hochladen |
| Wohn- und Geschäftshaus                                 | Hartmannstraße 20 Lage | 1902                                 | anspruchsvolles viergeschossiges Zeilenwohn- und Geschäftshaus, sandsteingegliederter Klinkerbau, Neurenaissance-/Jugendstilmotive, 1902, Architekten Wiedemann & Schneekloth, rückseitig bauzeitliches Werkstattgebäude | Fotos hochladen                |
| Wohnhaus                                                | Hartmannstraße 22 Lage | 1904                                 | viergeschossiges gründerzeitliches Zeilenwohnhaus, Backsteinbau, 1904, Architekten Wiedemann & Schneekloth | Fotos hochladen                |
| Wohnhaus                                                | Hartmannstraße 30 Lage | 1902                                 | viergeschossiges Zeilenwohnhaus, sandsteingegliederter Backsteinbau mit Mansarddach, 1902, Architekten Wiedemann & Schneekloth | weitere Bilder Fotos hochladen |
| Wohn- und Geschäftshaus                                 | Hartmannstraße 32 Lage | 1899                                 | viergeschossiges gründerzeitliches Eckwohn- und Geschäftshaus, sandsteingegliederter Klinkerbau mit Mansarddach, turmartige Ecke mit Zeltdach, 1899, Architekten Wiedemann & Schneekloth; straßenbildprägend | weitere Bilder Fotos hochladen |
| Luftschutzhochbunker                                    | Hartmannstraße 33 Lage | 1941                                 | Luftschutzhochbunker; Betonturm, Marienrelief mit Kind, 1941 | weitere Bilder Fotos hochladen |
| Don-Bosco-Haus                                          | Hemshofstraße 69, Rollesstraße 5 Lage | 1927/28                              | großrahmiger viergeschossiger Mansarddachbau mit Treppengiebel, expressionistische Motive, Baldachinfiguren, 1927/28, Architekt Rudolf von Perignon, München | Fotos hochladen                |
| Griechisch-orthodoxe Kirche Mariä Verkündigung          | Hohenzollernstraße 2 Lage | 1926–28                              | ehemals katholische Kirche Mariä Himmelfahrt; zeittypische dreischiffige Basilika mit Walmdach, Seitenschiffe mit Pultdächern, expressionistische Motive, 1926–28, Architekten Albert Boßlet, München, und Karl Lochner, Bronzefiguren von Johannes Panzer, München; mit Ausstattung | weitere Bilder Fotos hochladen |
| Wohnhaus                                                | Hohenzollernstraße 44 Lage | 1906                                 | viergeschossiges späthistoristisches Wohnhaus, 1906, Architekt Johann Orth; straßenbildprägend | weitere Bilder Fotos hochladen |
| Luftschutzhochbunker                                    | Hohenzollernstraße 50 Lage | 1941                                 | Luftschutzhochbunker; Sichtbetonbau mit zinnenartigem Abschluss, Marienrelief mit Kind, 1941, Architekt Hans Fischer | Fotos hochladen                |
| Wohnhaus                                                | Jakob-Binder-Straße 5 Lage | 1906                                 | dreigeschossiges Zeilenwohnhaus, sandsteingegliederter Backsteinbau mit Mansarddach, vom Jugendstil beeinflusste gotisierende Motive, 1906, Architekt Philipp Jotter | weitere Bilder Fotos hochladen |
| Wohnhaus                                                | Jakob-Binder-Straße 8 Lage | 1906                                 | dreigeschossiges Wohnhaus, sandsteingegliederter Backsteinbaut, Jugendstil, 1906, Architekt Franz Eichenauer | Fotos hochladen                |
| Wohn- und Geschäftshaus                                 | Jakob-Binder-Straße 10 Lage | 1906                                 | Wohn- und Geschäftshaus, sandsteingegliederter Backsteinbau, Jugendstil, 1906, Architekt Franz Eichenauer | Fotos hochladen                |
| Wohn- und Geschäftshaus                                 | Jakob-Binder-Straße 13 Lage | 1904                                 | dreigeschossiges gründerzeitliches Zeilenwohn- und Geschäftshaus, Backsteinbau mit Mansarddach, 1904, Architekten Wiedemann & Schneekloth | weitere Bilder Fotos hochladen |
| Wohn- und Geschäftshaus                                 | Jakob-Binder-Straße 15 Lage | 1904                                 | dreigeschossiges Zeilenwohn- und Geschäftshaus, sandsteingegliederter Klinkerbau mit Mansarddach, Jugendstilmotive, 1904, Architekt Johann Orth | weitere Bilder Fotos hochladen |
| Wohn- und Geschäftshaus                                 | Jakob-Binder-Straße 16 Lage | 1901                                 | viergeschossiges Eckwohn- und Geschäftshaus, aufwändig sandsteingegliederter Klinkerbau mit Mansarddach, 1901 | Fotos hochladen                |
| Wohnhaus                                                | Jakob-Binder-Straße 17 Lage | 1904                                 | dreigeschossiges Zeilenwohnhaus, sandsteingegliederter Backsteinbau mit Mansarddach (erneuert), vom Jugendstil beeinflusste historisierende Motive, 1904, Architekt J. Hahn | weitere Bilder Fotos hochladen |
| Wohnhaus                                                | Jakob-Binder-Straße 20 Lage | 1910                                 | dreigeschossiges Zeilenwohnhaus, sandsteingegliederte Backsteinbau mit Mansarddach (erneuert), Jugendstilmotive, 1910 und 1912, Architekten Philipp Scherb und Otto Schittenhelm | weitere Bilder Fotos hochladen |
| Wohnhaus                                                | Jakob-Binder-Straße 22 Lage | 1912                                 | dreigeschossiges Zeilenwohnhaus, sandsteingegliederte Backsteinbau mit Mansarddach, Jugendstilmotive, 1910 und 1912, Architekten Philipp Scherb und Otto Schittenhelm | weitere Bilder Fotos hochladen |
| Wohn- und Geschäftshaus                                 | Jakob-Binder-Straße 23 Lage | 1901                                 | viergeschossiges spätgründerzeitliches Eckwohn- und Geschäftshaus, sandsteingegliederter Backsteinbau mit Mansardwalmdach, 1901, Architekten Wiedemann & Schneekloth | weitere Bilder Fotos hochladen |
| Wohn- und Geschäftshaus                                 | Jakob-Binder-Straße 24 Lage | 1896                                 | viergeschossiges Zeilenwohn- und Geschäftshaus mit Torfahrt, Neurenaissancemotive, 1896, Architekten Josef Hoffmann & Söhne | weitere Bilder Fotos hochladen |
| Wohn- und Geschäftshaus                                 | Jakob-Binder-Straße 25 Lage | 1901                                 | viergeschossiges Zeilenwohn- und Geschäftshaus, Sandsteinbau, Neurenaissancemotive, 1901, Architekt K. Sieber | weitere Bilder Fotos hochladen |
| Wohn- und Geschäftshaus                                 | Jakob-Binder-Straße 33 Lage | 1900                                 | viergeschossiges Eckwohn- und Geschäftshaus, sandsteingegliederter Gründerzeitbau, 1900 | weitere Bilder Fotos hochladen |
| Wohnhaus                                                | Kanalstraße 18 Lage | Ende des 19. Jahrhunderts            | viergeschossiges gründerzeitliches Zeilenwohnhaus, sandsteingegliederter Backsteinbau | Fotos hochladen                |
| Wohnhaus                                                | Kanalstraße 73 Lage | 1896                                 | Wohnhaus, back- und sandsteingegliederter Backsteinbau, Mittelrisalit mit Treppengiebel, 1896, Architekten Baumann & Böhler | BW                             |
| Luftschutzhochbunker                                    | Karl-Müller-Straße ohne Nummer Lage | 1942/43                              | Luftschutzhochbunker; flachgedeckter kubischer Sichtbetonbau mit Anbauten, 1942/43 | Fotos hochladen                |
| Wohnhaus                                                | Karlstraße 11 Lage | 1908                                 | Zeilenwohnhaus, Backsteinbau mit Sandsteingewänden, Jugendstilmotive, 1908, Architekt Johann Orth; straßenbildprägend | Fotos hochladen                |
| Wohnhaus                                                | Karlstraße 13 Lage | 1908                                 | Zeilenwohnhaus, Backsteinbau mit Sandsteingewänden, Jugendstilmotive, 1908, Architekt Johann Orth; straßenbildprägend | Fotos hochladen                |
| Wohn- und Geschäftshaus                                 | Limburgstraße 14 Lage | 1904                                 | dreigeschossiges Eckwohn- und Geschäftshaus, großbürgerlicher Jugendstilbau mit Walmdach, 1904, Architekten Gebrüder Hoffmann | weitere Bilder Fotos hochladen |
| Wohnhaus                                                | Limburgstraße 17 Lage | 1901                                 | dreigeschossiges gründerzeitliches Eckwohnhaus, sandsteingegliederter Klinkerbau mit Mansardwalmdach, 1901, Architekten Gebrüder Hoffmann | weitere Bilder Fotos hochladen |
| Wohn- und Geschäftshaus                                 | Limburgstraße 19 Lage | 1900                                 | dreigeschossiges Zeilenwohn- und Geschäftshaus, sandsteingegliederter Backsteinbau, Neurenaissancemotive, 1900; straßenbildprägend | weitere Bilder Fotos hochladen |
| Wohnhaus                                                | Limburgstraße 21 Lage | 1902                                 | dreigeschossiges Zeilenwohnhaus, sandsteingegliederter Klinkerbau, vom Jugendstil beeinflusste historisierende Motive, 1902, Architekten Gebrüder Hoffmann | weitere Bilder Fotos hochladen |
| Wohn- und Geschäftshaus                                 | Marienstraße 12a Lage | 1899                                 | repräsentatives viergeschossiges Eckwohn- und Geschäftshaus, sandsteingegliederter Backsteinbau, Neurenaissancemotive, 1899 | BW                             |
| Hallenbad Nord                                          | Pettenkofer Straße 9 Lage | 1956                                 | schlanke Stahlbetonkonstruktion mit Atrium und transparenter Schwimmhalle, 1956, Architekt Heinrich Schmitt | weitere Bilder Fotos hochladen |
| Wohn- und Gasthaus                                      | Prinzregentenstraße 15 Lage | 1898                                 | dominantes viergeschossiges Eckwohnhaus mit Gaststätte, hausteingegliederter Backsteinbau, Neurenaissancemotive, 1898, Architekt H. Holz | Fotos hochladen                |
| Wohnhaus                                                | Prinzregentenstraße 20 Lage | Ende des 19. Jahrhunderts            | viergeschossiges Zeilenwohnhaus, hausteingegliederter Backsteinbau, Neurenaissancemotive, Ende des 19. Jahrhunderts | Fotos hochladen                |
| Wohnhaus                                                | Prinzregentenstraße 25 Lage | letztes Viertel des 19. Jahrhunderts | dreigeschossiges Zeilenwohnhaus, sandsteingegliederter Backsteinbau, klassizistische Motive, letztes Viertel des 19. Jahrhunderts, Zwerchhäuser 1905 | Fotos hochladen                |
| Wohnhaus                                                | Prinzregentenstraße 25a Lage | spätes 19. Jahrhundert               | anspruchsvolles dreigeschossiges Zeilenwohnhaus, sandsteingegliederter Backsteinbau, Neurenaissancemotive, spätes 19. Jahrhundert | Fotos hochladen                |
| Wohnhaus                                                | Prinzregentenstraße 29 Lage | spätes 19. Jahrhundert               | Zeilenwohnhaus, sandsteingegliederter Backsteinbau, Neurenaissancemotive, spätes 19. Jahrhundert | Fotos hochladen                |
| Fassade                                                 | Prinzregentenstraße 33 Lage | 1900                                 | bauplastisch durchgestaltete Fassade des viergeschossigen Zeilenwohnhauses, 1900, Architekten Wiedemann & Schneekloth | Fotos hochladen                |
| Wohnhaus                                                | Prinzregentenstraße 35 Lage | 1895                                 | Wohnhaus, sandsteingegliederter Backsteinbau, Neurenaissancemotive, 1895, Architekten Baumann & Böhler | Fotos hochladen                |
| Wohn- und Geschäftshaus                                 | Prinzregentenstraße 36 Lage | 1899                                 | großvolumiges Zeilenwohn- und Geschäftshaus, viergeschossiger hausteingegliederter Backsteinbau, Neurenaissancemotive, 1899, Architekten Wiedemann & Schneekloth | Fotos hochladen                |
| Wohnhaus                                                | Prinzregentenstraße 37 Lage | 1896                                 | Wohnhaus, sandsteingegliederter Backsteinbau, 1896, Architekten Baumann & Böhler | Fotos hochladen                |
| Wohnhaus                                                | Prinzregentenstraße 38 Lage | 1898                                 | viergeschossiges Zeilenwohnhaus, sandsteingegliederter Backsteinbau, 1898, Architekten Baumann & Böhler | Fotos hochladen                |
| Wohn- und Geschäftshaus                                 | Prinzregentenstraße 42 Lage | um 1900                              | großvolumiges viergeschossiges Eckwohn- und Geschäftshaus, gründerzeitlicher sandsteingegliederter Backsteinbau, um 1900 | Fotos hochladen                |
| Wohnhaus                                                | Prinzregentenstraße 46 Lage | um 1900                              | dreigeschossiges Zeilenwohnhaus, sandsteingegliederter Backsteinbau, Neurenaissancemotive, um 1900; Jugendstiltor, Stuckaturen, Wandgemälde | Fotos hochladen                |
| Wohn- und Geschäftshaus                                 | Prinzregentenstraße 47 Lage | um 1900                              | viergeschossiges historisierendes Zeilenwohn- und Geschäftshaus, sandsteingegliederter Backsteinbau, um 1900, Architekt Johann Orth | Fotos hochladen                |
| Wohnhaus                                                | Prinzregentenstraße 48 Lage | ausgehendes 19. Jahrhundert          | dreigeschossiges Zeilenwohnhaus mit dreiteiliger Neurenaissancefassade, ausgehendes 19. Jahrhundert | Fotos hochladen                |
| Wohn- und Geschäftshaus                                 | Prinzregentenstraße 49 Lage | um 1900                              | viergeschossiges historisierendes Zeilenwohn- und Geschäftshaus, sandsteingegliederter Backsteinbau, um 1900, Architekt Johann Orth | Fotos hochladen                |
| Wohn- und Geschäftshaus                                 | Prinzregentenstraße 51 Lage | um 1900                              | dominantes viergeschossiges Eckwohn- und Geschäftshaus, aufwändig sandsteingegliederter Backsteinbau, vom Jugendstil beeinflusste Neurenaissancemotive, um 1900 | Fotos hochladen                |
| Wohn- und Geschäftshaus                                 | Prinzregentenstraße 53 Lage | 1897                                 | viergeschossiges Eckwohn- und Geschäftshaus, sandsteingegliederter Backsteinbau, 1897, Architekten Baumann & Böhler | Fotos hochladen                |
| Transformatorenstation                                  | Rohrlachstraße 23a Lage | 1925                                 | ehemalige Transformatorenstation; Backsteinbau mit rundem Vorbau, Flachdach, 1925 | weitere Bilder Fotos hochladen |
| Wohn- und Geschäftshaus                                 | Rohrlachstraße 25 Lage | letztes Viertel des 19. Jahrhunderts | dreigeschossiges Eckwohn- und Geschäftshaus, Neurenaissancemotive, letztes Viertel des 19. Jahrhunderts | Fotos hochladen                |
| Luftschutzhochbunker                                    | Rohrlachstraße 36 Lage | 1942/43                              | Luftschutzhochbunker; Betonturm mit Pyramidenaufsätzen, 1942/43, Architekt K. Lohner | weitere Bilder Fotos hochladen |
| Wohn- und Geschäftshaus                                 | Rohrlachstraße 46 Lage | 1905                                 | dreigeschossiges Wohn- und Geschäftshaus mit Mansarddach, Neurenaissancemotive, 1905, Architekt Karl Weber | Fotos hochladen                |
| Postamt                                                 | Rohrlachstraße 55, Seilerstraße 43 Lage | 1925                                 | repräsentativer Verwaltungsbau; fünfgeschossiger kubischer Walmdachbau, expressionistische Motive, 1925, Hochbaubüro der Oberpostdirektion Speyer | weitere Bilder Fotos hochladen |
| Evangelische Apostelkirche                              | Rohrlachstraße 70 Lage | 1926                                 | zweischiffige neugotische Emporenhalle, gelber Blendziegelbau, 1892–94, Architekt Johannes Otzen, Berlin; mit Ausstattung; Kriegerdenkmal 1914/18, Granit, 1926 von Theodor Johanni; Rohrlachstraße 72: gleichzeitiges Pfarrhaus, teilweise klinkerverblendet; Rohrlachstraße 68: ehemaliges Gemeinde- und Schwesternhaus, gotisierender Blendziegelbau, 1901, Architekten Wiedemann & Schneekloth, 1912 erweitert, Architekt Otto Schittenhelm                    | weitere Bilder Fotos hochladen |
| Wohn- und Geschäftshaus                                 | Rohrlachstraße 79 Lage | 1900                                 | fünfgeschossiges Wohn- und Geschäftshaus, historistische und Jugendstil-Motive, 1900, Architekten Wiedemann & Schneekloth | Fotos hochladen                |
| Wohnhaus                                                | Rohrlachstraße 82 Lage | 1911                                 | viergeschossiges Zeilenwohnhaus, Rotsandsteinbau mit Mansarddach, 1911, Architekt Philipp Scherb | Fotos hochladen                |
| Wohn- und Geschäftshaus                                 | Rohrlachstraße 119 Lage | 1903                                 | repräsentatives viergeschossiges Eckwohn- und Geschäftshaus, historistische und Jugendstil-Motive, 1903, Architekt Philipp Jotter | Fotos hochladen                |
| Luftschutzhochbunker                                    | Rollesstraße 14 Lage | 1942                                 | oktogonaler Betonturm, 1942, Aufstockung als Wasserturm (Stahlbetonkonstruktion) mit Kegeldach und Treppenturm, 1953 | weitere Bilder Fotos hochladen |
| Wohnhaus                                                | Sauerbruchstraße 20 Lage | 1911                                 | viergeschossiges Zeilenwohnhaus, sandsteingegliederter Putzbau, Zwerchhaus mit Pyramidendach, 1911, Architekt Philipp Scherb | Fotos hochladen                |
| Wohnhaus                                                | Schanzstraße 15 Lage | 1907                                 | dreigeschossiges sandsteingegliedertes Eckwohnhaus mit Mansardwalmdach, 1907/08, Architekt Johann Orth; straßenbildprägend | Fotos hochladen                |
| Wohnhaus                                                | Schanzstraße 33 Lage | 1914                                 | viergeschossiges Zeilenwohnhaus, streng geometrischer Dekor, 1914 | Fotos hochladen                |
| Wohn- und Geschäftshaus                                 | Schanzstraße 72 Lage | 1909                                 | dreigeschossiges Zeilenwohn- und Geschäftshaus, Sandsteinquaderbau mit Mansarddach, 1909, Architekt Johann Orth | Fotos hochladen                |
| Wohnhaus                                                | Schanzstraße 74 Lage | 1906                                 | dreigeschossiges Zeilenwohnhaus mit Mansarddach, neugotische und Jugendstilmotive, 1906, Architekt Johann Orth | Fotos hochladen                |
| Wohnhaus                                                | Seilerstraße 12 Lage | 1897                                 | dreigeschossiges Wohnhaus, klassizistische Motive, 1897 | BW                             |
| Wohn- und Geschäftshaus                                 | Seilerstraße 17 Lage | 1900                                 | viergeschossiges Zeilenwohn- und Geschäftshaus mit Gaststätte, üppiger Jugendstildekor, 1900 | Fotos hochladen                |
| Wohnhaus                                                | Seilerstraße 20 Lage | 1906                                 | dreigeschossiges Zeilenwohnhaus, Sandsteinquaderbau mit Mansarddach, vom Jugendstil beeinflusste historisierende Motive, 1906, Architekt Philipp Jotter | Fotos hochladen                |
| Wohn- und Geschäftshaus                                 | Seilerstraße 41 Lage | 1906                                 | viergeschossiges Zeilenwohn- und Geschäftshaus, sandsteingegliederter Putzbau, teilweise Zierfachwerk, 1906, Architekt Philipp Jotter | Fotos hochladen                |
| Wasserturm                                              | Turmstraße 14 Lage | 1904                                 | Wasserturm des ehemaligen Schlachthofs; klinkerverblendete Stahlbetonkonstruktion, quadratischer Sockel, zylindrischer Schaft, Turmkopf mit Kegeldach, 1904, Architekt Stadtbaurat Gustav Uhlmann, Mannheim | weitere Bilder Fotos hochladen |
| Luftschutzhochbunker                                    | Valentin-Bauer-Straße 2 Lage | 1941                                 | Luftschutzhochbunker; fünfgeschossiger Sichtbetonturm mit Blendarkaden, 1941 | Fotos hochladen                |
| Pestalozzischule                                        | Virchowstraße 1 Lage | 1909–11                              | repräsentative Dreiflügelanlage, dreieinhalbgeschossige sandsteingegliederte Putzbauten mit Mansarddächern, vom Jugendstil beeinflusste historisierende Motive, 1909–11, Einfriedung 1936 | weitere Bilder Fotos hochladen |
| Wohnhaus                                                | Von-der-Tann-Straße 18 Lage | 1897                                 | dreigeschossiges Zeilenwohnhaus, sandsteingegliederter Backsteinbau mit Mansarddach, Neurenaissance, 1897, Architekt H. Holz | weitere Bilder Fotos hochladen |
| Wohnhaus                                                | Von-der-Tann-Straße 22 Lage | 1900                                 | viergeschossiges historistisches Zeilenwohnhaus, sandsteingegliederter Backsteinbau, bezeichnet 1900, Architekt Michael Kraus II | weitere Bilder Fotos hochladen |
| Wohnhaus                                                | Von-der-Tann-Straße 32 Lage | 1902                                 | dreigeschossiges Zeilenwohnhaus, sandsteingegliederter Backsteinbau, Neurenaissance, 1902, Architekt Georg Seitz | weitere Bilder Fotos hochladen |
| Gräfenauschule                                          | Von-der-Tann-Straße 37, Gräfenaustraße 32 Lage | 1903/04                              | repräsentativer U-förmiger Komplex, sandsteingegliederte Backsteinbauten mit Walmdächern, vom Jugendstil beeinflusste historisierende Motive, 1903/1904, Entwurf des Stadtbauamtes, Leitung Ernst May; im Hof Wasserturm, Sockel auf kreisförmigem Grundriss, Ziegelmauerwerk-Schaft, Turmkopf mit Kegeldach, 1894 nach Planung von Oskar Smreker (Mannheim) und Anton König (München); am Haus eine Gedenktafel zur Erinnerung an die Toten des Ersten Weltkriegs | Fotos hochladen                |
| Wohnhaus                                                | Welserstraße 4 Lage | 1906                                 | dreigeschossiges Zeilenwohnhaus mit Mansarddach, Jugendstilmotive, 1906, Architekt Philipp Scherb | BW                             |
| Wohnhaus                                                | Welserstraße 7 Lage | 1904                                 | dreigeschossiges Zeilenwohnhaus mit Mansarddach, 1904, Architekt Georg Seitz | Fotos hochladen                |
| Wohn- und Geschäftshaus                                 | Welserstraße 8 Lage | 1910                                 | großvolumiges dreigeschossiges Eckwohn- und Geschäftshaus mit Mansardwalmdach, 1910, Architekt August Hardt; straßenbildprägend [im Bild vorne links] | Fotos hochladen                |
| Wohn- und Geschäftshaus                                 | Welserstraße 11 Lage | 1908                                 | dreigeschossiges Zeilenwohn- und Geschäftshaus mit Mansarddach, sandsteingegliederter Jugendstilbau, 1908, Architekt Philipp Jotter | Fotos hochladen                |
| Wohnhaus                                                | Welserstraße 17 Lage | 1905                                 | dreigeschossiges Zeilenwohnhaus, sandsteingegliederter Backsteinbau, Jugendstil, 1905, Architekt Georg Seitz | BW                             |
| Wislicenusblock                                         | Wislicenusstraße 1–6, Leuschnerstraße 15–25 (ungerade Nummern), Anilinstraße 40–46 (gerade Nummern), Graebestraße 2–16 (gerade Nummern), René-Bohn-Straße 1–5 (ungerade Nummern) Lage | 1918–20                              | Wohnsiedlung für Arbeiter von der Bauabteilung der BASF geplant, neun dreigeschossige Baublöcke um drei Innenhöfe, neubarocke repräsentative Mansardwalmdachbauten mit Torfahrten, 1918–20; Kriegerdenkmal für 1914/18 gefallene Werksangehörige, 1923 von Hermann Hahn, München | weitere Bilder Fotos hochladen |
| Gesellschaftshaus der BASF                              | Wöhlerstraße 15 Lage | 1898–1900                            | herrschaftlicher gründerzeitlicher Backsteinbau mit Walmdach, Neurenaissance, antikisierende Wandmalerei, 1898–1900, Architekt Paul Eugen Haueisen; mit Ausstattung | Fotos hochladen                |

## Ehemalige Kulturdenkmäler
| Bezeichnung                           | Lage                      | Baujahr | Beschreibung | Bild                           |
| ------------------------------------- | ------------------------- | ------- | --- | ------------------------------ |
| Friedrich-Engelhorn-Hochhaus der BASF | Carl-Bosch-Straße 44 Lage | 1957    | 102 m hoher Stahlbetonskelettbau auf Piloten, gläserne Vorhangfassaden, über Flugdach viergeschossiger Turmaufbau, 1957, Architekten Helmut Hentrich und Hubert Petschnigg, Düsseldorf; stadtbildprägend; 2013 abgebrochen | weitere Bilder Fotos hochladen |